# Tarazona de Guareña
Tarazona de Guareña ist ein Ort und eine kleine westspanische Gemeinde (municipio) in der Provinz Salamanca in der Autonomen Gemeinschaft Kastilien-León. 2024 hatte die Gemeinde 269 Einwohner. 

## Geographie
Tarazona de Guareña befindet sich etwa 40 Kilometer nordöstlich vom Stadtzentrum der Provinzhauptstadt Salamanca in einer Höhe von ca. 770 m. Der Río Mazores begrenzt die Gemeinde im Südwesten. 

## Bevölkerungsentwicklung
| Jahr      | 1900 | 1920 | 1950 | 1970 | 1981 | 1991 | 2001 | 2011 | 2021 |
| Einwohner | 707  | 704  | 829  | 565  | 513  | 473  | 426  | 361  | 288  |

## Sehenswürdigkeiten
- Michaeliskirche (Iglesia de San Miguel Arcángel)
- Rathaus

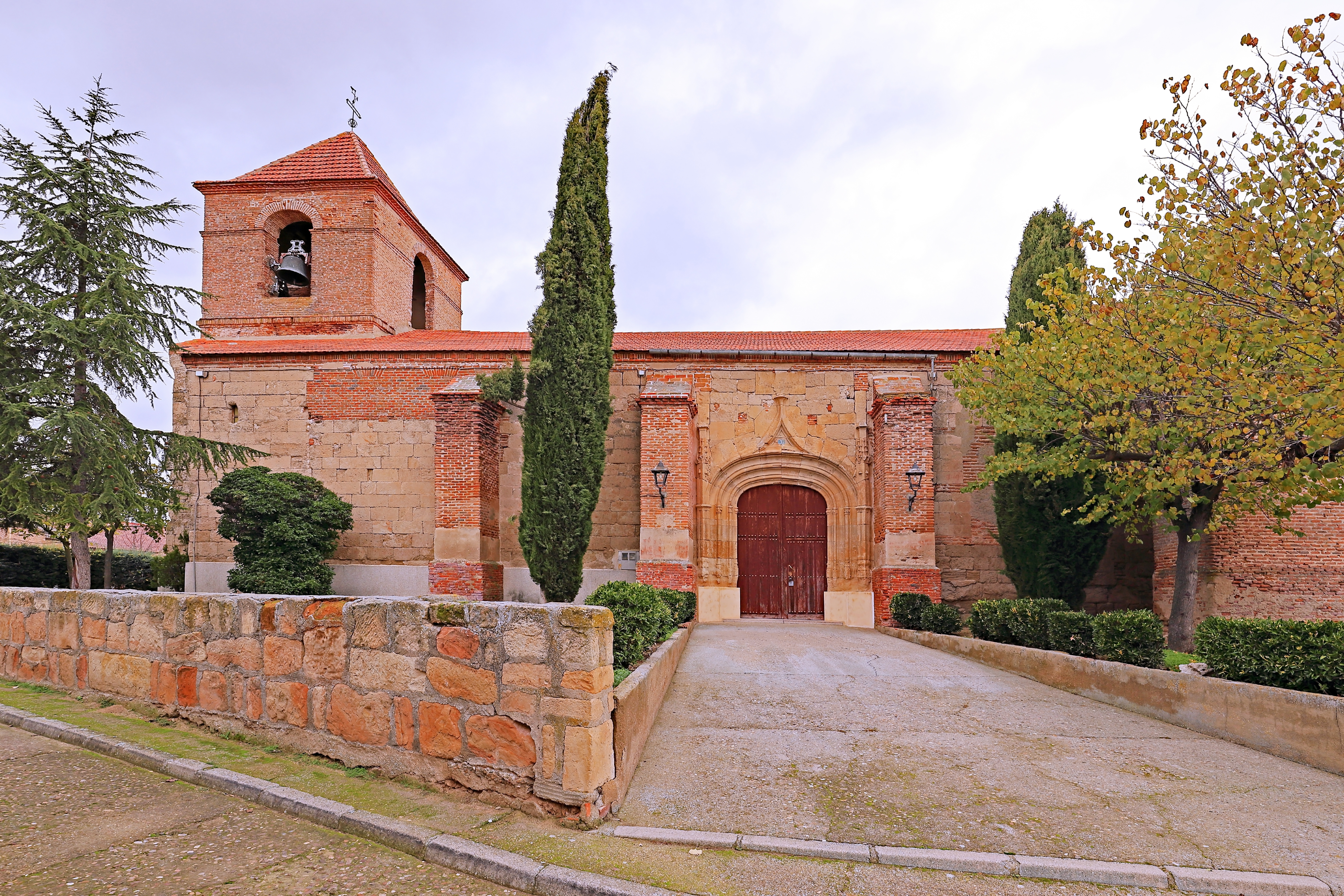
Michaeliskirche
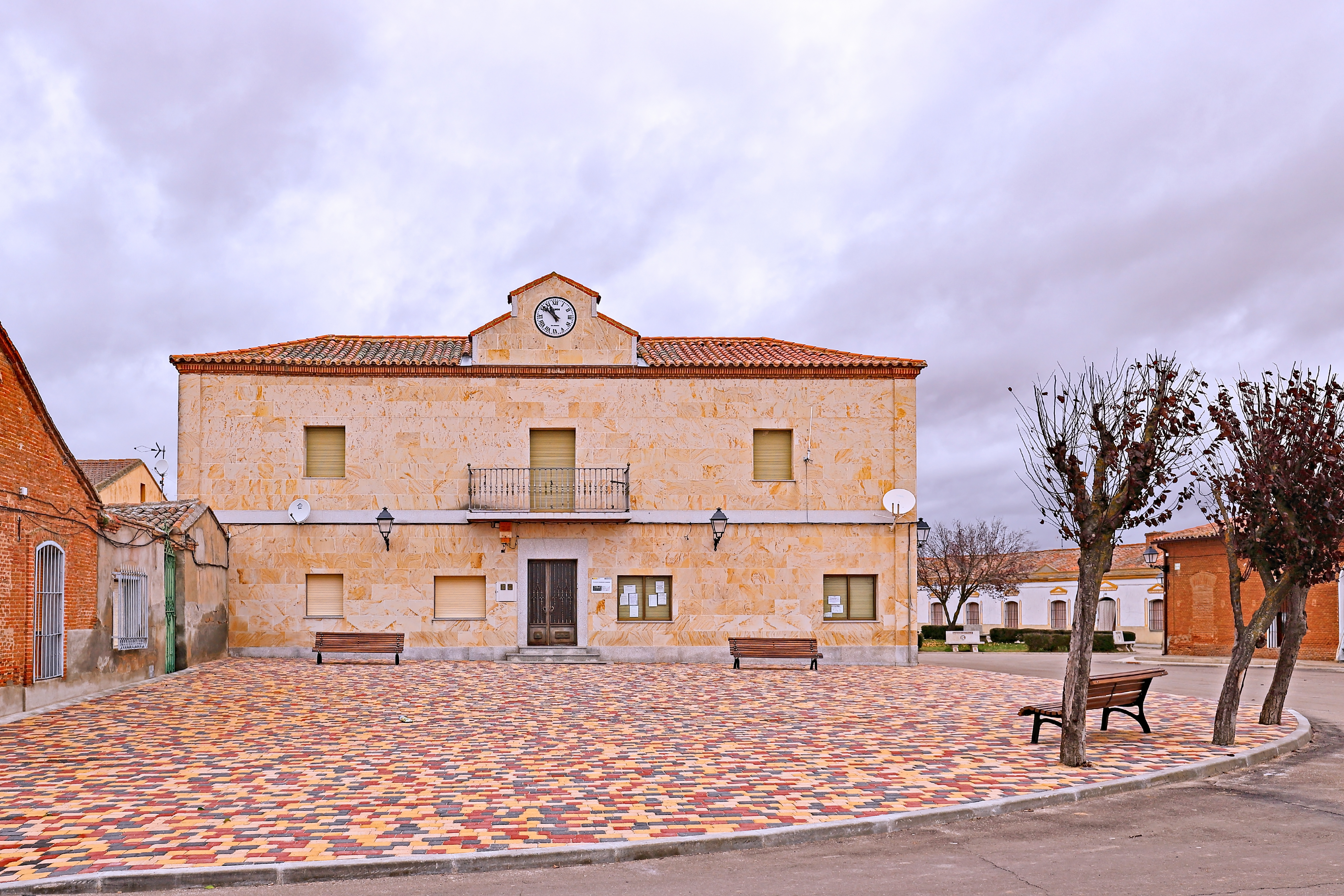
Rathaus